# Малые десантные корабли на воздушной подушке проекта 12321
Малые десантные корабли на воздушной подушке проекта 12321 «Джейран» — по кодификации НАТО — Aist — серия советских высокоскоростных малых десантных кораблей на воздушной подушке (МДКВП).
Названы малые десантные корабли в честь джейрана — парнокопытного млекопитающего из рода газелей.
Относятся к кораблям 4-го ранга.

## История проекта
Проект десантных кораблей на воздушной подушке под шифром «Джейран» был разработан в ПКБ «Алмаз» в 1964—1965 годах, главным конструктором был Л. В. Озимов. Со стороны ВМФ за ходом разработки и строительства кораблей проекта наблюдал капитан 1 ранга Б. А. Колызаев, а после него — капитан 2 ранга В. А. Литвиненко.
Созданию этого уникального десантного корабля предшествовали большие проектно-исследовательские и экспериментальные работы. Для выбора принципа формирования воздушной подушки, оценки конструктивных мер обеспечения остойчивости, проверки устойчивости корабля на курсе, управляемости, амфибийности и мореходности. Были построены и испытаны две крупномасштабные модели водоизмещением 28-30 тонн с различными конструктивными схемами формирования воздушной подушки. При эксперименте на этих моделях были положительно решены и многие другие технические проблемы.
Особо выделялись значительные величины метацентрических высот данного проекта, благодаря которым корабль имел практическую непотопляемость. Понтоны и трюм МДК обеспечивали его положительную плавучесть в любой ситуации.
Головной корабль по проекту 1232 был построен на судостроительном заводе в Ленинграде в 1970 году.
Десантные корабли проекта «Джейран» строились для Советского ВМФ в период с 1970 по 1985 год на судостроительном заводе «Алмаз», Ленинград. Всего по данному проекту было построено 20 десантных кораблей. По классификации Советского ВМФ являлись малыми десантными кораблями.
Десантные корабли проекта стали первыми в мире серийными и самыми крупными (до середины 1980-х годов) десантными кораблями на воздушной подушке.
В настоящее время все десантные корабли типа «Джейран» исключены из списков флота.

## Конструкция
Опытная эксплуатация головного корабля позволила выявить все недостатки и исправить их в последующих серийных кораблях проекта. На серийных МДК было усилено оборонительное вооружение (установлены две 30-мм установки АК-230 с РЛС управления огнём «Рысь») и улучшены условия обитаемости, а сам корпус корабля вместо клёпанного был выполнен сварным из сплава АМГ-61.
Грузовой отсек имеет сквозной проезд для техники и расположен у диаметральной плоскости. Служебные отсеки разнесены по бортам. На полном ходу десантные корабли «Джейран» управляются воздушными рулями, размещёнными за движителями, а на малых скоростях — струйными рулями с отбором воздуха от осевых вентиляторов-нагнетателей. Маршевые движители представляют собой четырёхлопастные винты регулируемого шага диаметром 3,5 метра.
Полное водоизмещение кораблей «Джейран» достигало 353 тонн, скорость полного хода — 50 узлов, дальность плавания — 300 миль, автономность — 5 суток. Главная энергетическая установка этого малого десантного корабля состояла из двух газотурбинных двигателей ДТ-4 общей мощностью 32000 л. с., приводящих в действие нагнетатели и четыре воздушных винта.

## Десантная вместимость
Десантные корабли проекта рассчитаны на перевозку двух средних танков или трёх-четырёх плавающих танков ПТ-76, или пяти БТРов, или 200 человек десанта. В десантно-штурмовом варианте: 2 ПТ-76 и 50 человек десанта.

## Состав серии
В период с 1970 г. по 1985 г. на ПО «Алмаз» г. (Санкт-Петербург) было построено 20 МДКВП данного типа (1 корабль проекта 1232 и 19 кораблей проекта 12321). При этом МДК-66 в результате пожара в 1983 году. получил сильные повреждения и был построен фактически заново, при этом первоначальные корпусные конструкции были разобраны на металл, а задел оборудования и механизмов использовался при постройке других кораблей серии. В настоящее время все МДКВП исключены из списков флота. Представители данной серии представлены в таблице.

Цвета таблицы: 

Красный — Списан или утилизирован или потерян 

| Название | Иллюстрация | Борт. №                                     | Изготовитель | Зав. № | Ввод в строй | Флот    | Текущий статус                              |
| -------- | ----------- | ------------------------------------------- | ------------ | ------ | ------------ | ------- | ------------------------------------------- |
| МДК-167  |             | 539, 500, 530, 552, 701, 747, 799           | ПО «Алмаз»   | 71     | 1970         | БФ      | Экспериментальный (пр. 1232). Списан в 1992 |
| МДК-86   |             | 501, 523, 734, 742, 704, 708                | ПО «Алмаз»   | 72     | 1975         | БФ      | Списан в 1988                               |
| МДК-117  |             | 588, 529, 527, 729, 710, 737, 722, 751, 719 | ПО «Алмаз»   | 73     | 1974         | БФ      | Списан 24.06.1991                           |
| МДК-103  |             | 525, 745, 730, 754, 717, 755                | ПО «Алмаз»   | 74     | 1975         | БФ      | Списан 19.03.1992                           |
| МДК-217  |             | 531, 740, 755, 731, 744, 738                | ПО «Алмаз»   | 75     | 1976         | БФ      | Списан 19.03.1992                           |
| МДК-219  |             | 742, 708, 749, 739, 707                     | ПО «Алмаз»   | 76     | 1977         | БФ      | Списан 19.03.1992                           |
| МДК-184  |             | 570, 569, 573, 590, 505, 610                | ПО «Алмаз»   | 77     | 30.07.1978   | КФл     | Списан 28.05.2004                           |
| МДК-162  |             | 612, 572, 568, 567, 575, 504                | ПО «Алмаз»   | 78     | 1979         | ЧФ      | Списан 8.07.1996                            |
| МДК-165  |             | 601, 753, 748, 721, 755, 756, 740           | ПО «Алмаз»   | 79     | 1979         | БФ      | Списан 4.08.1995                            |
| МДК-9    |             | 572, 559, 583, 500                          | ПО «Алмаз»   | 80     | 1980         | ЧФ      | Списан 5.12.1995                            |
| МДК-16   |             | 630, 578, 561, 581, 501                     | ПО «Алмаз»   | 81     | 1981         | ЧФ      | Списан 5.12.1995                            |
| МДК-88   |             | 574, 563, 579, 502, 609                     | ПО «Алмаз»   | 82     | 30.11.1981   | ЧФ, КФл | Списан 14.03.2010                           |
| МДК-89   |             | 615, 576, 565, 577, 503                     | ПО «Алмаз»   | 83     | 1982         | ЧФ      | Списан 8.07.1996                            |
| МДК-77   |             | 622, 701, 707, 777, 759                     | ПО «Алмаз»   | 84     | 1982         | БФ      | Списан 17.12.1994                           |
| МДК-18   |             | 575, 570, 506, 608                          | ПО «Алмаз»   | 85     | 30.11.1984   | ЧФ, КФл | Списан в марте 2007                         |
| МДК-15   |             | 611, 789, 760, 700                          | ПО «Алмаз»   | 86     | 1984         | БФ      | Списан 10.04.2002                           |
| МДК-113  |             | 700, 758, 722, 730                          | ПО «Алмаз»   | 87     | 1984         | БФ      | Списан 10.04.2002                           |
| МДК-17   |             | 710, 775, 722                               | ПО «Алмаз»   | 88     | 1985         | БФ      | Списан 10.04.2002                           |
| МДК-114  |             | 635, 741, 711, 726, 738, 703                | ПО «Алмаз»   | 89     | 1985         | БФ      | Списан 16.03.1998                           |
| МДК-44   |             | 727, 779, 726                               | ПО «Алмаз»   | 90     | 1985         | БФ      | Списан 17.12.1994                           |